# Crespellano
Crespellano là một đô thị ở tỉnh Bologna vùng Emilia-Romagna của Ý, có vị trí khoảng 15 km về phía tây của Bologna. Tại thời điểm ngày 31 tháng 12 năm 2004, đô thị này có dân số 8.541 người và diện tích là 37,5 km².
Crespellano giáp các đô thị sau: Anzola dell'Emilia, Bazzano, Castelfranco Emilia, Monte San Pietro, Monteveglio, Zola Predosa.